# Victor Kafka
Victor Kafka (ur. 12 października 1881 w Karlsbad, zm. 5 maja 1955 w Hamburgu) – austriacki neurolog, psycholog i bakteriolog. Studiował medycynę w Pradze i Wiedniu, w latach 1911-13 był kierownikiem laboratorium serologiczno-bakteriologiczno-chemicznego Kliniki Psychiatrycznej Uniwersytetu w Hamburgu. Prowadził badania nad biochemią płynu mózgowo-rdzeniowego. 6 grudnia 1919 roku został privatdozentem, 4 lipca 1924 roku profesorem. W 1939 roku emigrował do Oslo, potem do Szwecji, gdzie pracował w sztokholmskim Langbro Sjukhus. Po wojnie powrócił do Hamburga i pozostał tam do śmierci.

## Prace
- Die Cerebrospinalflüssigkeit, Deuticke & Co. Lipsk 1931
- Sexualpathologie für Mediziner, Juristen und Psychologen, Deuticke & Co. Lipsk 1932
- Taschenbuch der praktischen Untersuchungsmethoden der Körperflüssigkeiten bei Nerven- und Geisteskrankheiten, 1948, ISBN B0000BJXRC